# Echoes from ancient dreams
Echoes from ancient dreams is een studioalbum van Gandalf Het album verscheen op het platenlabel Sattva Music, gespecialiseerd in new-agemuziek. Gandalf nam het op in zijn eigen Seagull Music geluidsstudio.
Een deel van de toelichting luidt:
A seagull spreads its wings and hits the sky
I remember hearing the dolphins cry
my mind starts wandering through long forgotten scenes
taken away by the echoes from ancient dreams

## Musici
- Gandalf – akoestische en elektrische gitaar, sitar, bağlama/saz, charango, balafoon, toetsinstrumenten, en geluidseffecten.

## Muziek
| Nr. | Titel                         | Duur  |
| --- | ----------------------------- | ----- |
| 1.  | Echoes form ancient dreams I  | 5:29  |
| 2.  | The inner flame               | 5:37  |
| 3.  | A flower in the desert        | 7:36  |
| 4.  | Heartbeat of the universe     | 12:03 |
| 5.  | Cloudshadows                  | 3:22  |
| 6.  | So close – so far             | 2:12  |
| 7.  | The magic of spring           | 5:39  |
| 8.  | Shine on full moon            | 5:28  |
| 9.  | Echoes from ancient dreams II | 8:12  |